# Liste der Reichstagspräsidenten von Schweden
Der Reichstagspräsident (schwedisch talman) ist der Parlamentspräsident in Schweden und leitet die Debatte im Schwedischen Reichstag. Der Reichstagspräsident fungiert auch als vorübergehender Reichsverweser, d. h. Staatsoberhaupt, (schwedisch riksföreståndare), wenn die königliche Familie nicht in Schweden ist.
Der Reichstagspräsident ist das ranghöchste gewählte Amt von Schweden und schlägt gemäß dem Grundgesetz von Schweden seit 1974 bei der Regierungsbildung auch den neuen Ministerpräsidenten vor.

## Präsidenten im Zweikammernreichstag 1867–1970

### Präsidenten der 1. Kammer
- 1867–1876 Gustaf Lagerbjelke
- 1877      Henning Hamilton
- 1878–1880 Anton Niklas Sundberg
- 1881–1891 Gustaf Lagerbjelke
- 1891–1895 Pehr Jacob Ehrenheim
- 1896–1908 Gustaf Sparre
- 1909–1911 Christian Lundeberg
- 1912–1915 Ivar Afzelius
- 1916–1928 Hugo Hamilton
- 1928–1936 Axel Vennersten
- 1937–1955 Johan Nilsson
- 1956–1959 John Bergvall
- 1959–1964 Gustaf Sundelin
- 1965–1970 Erik C:son Boheman, Folkpartiet

#### Erste stellvertretende Präsidenten
- Ludvig Almqvist            1867
- Olof Fåhraeus         1868–1872
- Fredrik Funck         1873–1874
- Gerhard Lagerstråle        1875
- Henrik Rosensvärd     1876–1877
- Edvard Carleson        1878
- Pehr von Ehrenheim    1879–1891
- Gustaf Sparre         1891–1895
- Edvard Casparsson     1896–1899
- Christian Lundeberg   1900–1905
- Lars Åkerhielm             1905
- Christian Lundeberg   1906–1908
- Gottfrid Billing      1909–1912
- Sixten von Friesen    1913–1915
- Theodor Odelberg      1916–1918
- Herman Lamm           1919–1928
- Nils August Nilsson   1929–1930 (i Kabbarp)
- Olof Olsson in Göteborg 1931–1939
- Petrus Gränebo         1939–1951
- Axel Strand            1952–1970

#### Zweite stellvertretende Präsidenten
- Nils August Nilsson in Kabbarp  1921–1928
- Petrus Gränebo                 1929–1939
- Harald Åkerberg                1939–1950
- Axel Strand                    1950–1951
- Erik von Heland                     1952
- Gunnar Lodenius                 1953–1958
- Ivar Johansson in Mysinge        1959–1970

### Präsidenten der 2. Kammer
- 1867–1872 Anton Niklas Sundberg
- 1873–1875   Gustaf Ferdinand Asker
- 1876–1880   Graf Arvid Posse
- 1881–1890 Olof Wijk d.y.
- 1891   Gustaf Ryding
- 1892–1893 Carl Herslow
- 1894–1902   Graf Robert De la Gardie
- 1903–1912   Axel Swartling
- 1913   Graf Carl Carlsson Bonde
- 1914–1917 Johan Widén
- 1918–1918 Daniel Persson, Liberala samlingspartiet
- 1918–1921 Herman Lindqvist, Socialdemokraterna
- 1922–1923   Viktor Larsson in Västerås
- 1924–1927 Herman Lindqvist, Socialdemokraterna
- 1928–1932 Bernhard Eriksson
- 1933–1952 August Sävström
- 1953–1957 Gustaf Nilsson, Socialdemokraterna
- 1958–1960   Patrik Svensson in Alingsås
- 1960–1968   Fridolf Thapper
- 1969–1970  Henry Allard, Socialdemokraterna

#### Erste stellvertretende Präsidenten
- Carl Axel Mannerskantz    1867–1872
- Gustaf Åkerhielm          1873–1874
- Olof Wijk                 1875–1880
- Carl Ifvarsson            1880–1884
- Liss Olof Larsson         1885–1887
- Sven Nilsson in Everöd     1887–1888
- Liss Olof Larsson         1889–1890
- Anders Petter Danielsson  1891–1894
- Gustaf Fredrik Östberg    1895–1896
- Anders Petter Danielsson       1897
- Axel Swartling            1898–1902
- Pehr Pehrsson in Törneryd  1903–1908
- Karl Staaff               1909–1910
- Theodor af Callerholm     1910–1912
- Carl Carlsson Bonde            1912
- Daniel Persson in Tällberg  1913–1917
- Herman Linqvist                 1918
- Raoul Hamilton             1918–1923
- Erik A Nilsson             1923–1924
- Graf Raoul Hamilton        1925–1931
- Per Nilsson in Bonarp       1931–1932
- Sven Bengtsson in Norup     1933–1934
- Otto Magnusson in Tumhult   1935–1936
- Ola Jeppsson in Mörrum      1937–1940
- Karl Magnusson in Skövde    1940–1948
- Oscar Carlström                 1949
- Martin Skoglund in Doverstorp    1949–1958
- Ivar Johansson in Mysinge   1959–1960
- Oscar Malmborg             1961–1964
- Bertil von Friesen         1965–1970

#### Zweite stellvertretende Präsidenten
- Per Nilsson in Bonarp       1921–1931
- Sven Bengtsson in Norup     1931–1932
- Otto Magnusson in Tumhult   1933–1934
- Ola Jeppsson in Mörrum     1935–1936
- Karl Magnusson in Skövde    1937–1940
- Ivar Österström            1940–1943
- Oscar Carlström            1943–1948
- Martin Skoglund in Doverstorp    1949
- Anders Olsson in Mora        1949–1956
- Oscar Malmborg              1957–1960
- Graf Torgil von Seth       1961–1964
- Leif Cassel                 1965–1970

## Präsidenten des Einkammerreichstags seit 1971
- 1971–1979 Henry Allard, Socialdemokraterna
- 1979–1988 Ingemund Bengtsson, Socialdemokraterna
- 1988–1991 Thage G. Peterson, Socialdemokraterna
- 1991–1994 Ingegerd Troedsson, Moderata samlingspartiet
- 1994–2002 Birgitta Dahl, Socialdemokraterna
- 2002–2006 Björn von Sydow, Socialdemokraterna
- 2006–2014 Per Westerberg, Moderata samlingspartiet
- 2014–2018 Urban Ahlin, Socialdemokraterna
- 2018–heute Andreas Norlén, Moderata samlingspartiet